# Stubb-Jonas
"Stubb-Jonas" Jonasson, egentligen Jonas Severin Jonasson, född 4 september 1921 i Älvros församling, död 19 oktober 1993 i Sveg, var en svensk dansbandssångare och orkesterledare. 
Han ledde bandet Stubb-Jonas och hans orkester och blev känd under 1960-talet. Totalt gavs fem LP-skivor ut. Bland verken märks Härliga Härjedalen som kom ut som en singel-B-sida 1971 och är Scotland the Brave med ny svensk text. 1978 lade han ner Stubb-Jonas och hans orkester och det sista albumet gjordes tillsammans med bandet Bimbos.
Stubb-Jonas var den förste härjedalingen med en låt på Svensktoppen.

## Diskografi

### Album[6]
- 1973 – Hela Sveriges Stubb-Jonas[3]
- 1973 – Stubb-Jonas på nya äventyr
- 1974 – Stubb-Jonas slår till igen
- 1975 – Stubb-Jonas låda
- 1980 – Stubb-Jonas & Bimbos

### Singlar[6]
- 1971 –  Allting snurrar runt / Härliga Härjedalen
- 1971 – Fio-lio-lej / Ensam
- 1972 – Jämtländsk brudmarsch / Hemlängtan
- 1974 – En vit liten kyrka / Oj, vicken härlig da
- 1975 – När det än en gång blir sommar / Brevet från Lillan